# Orincles
 Orincles  es una comuna y población de Francia, en la región de Mediodía-Pirineos, departamento de Altos Pirineos, en el distrito de Tarbes y cantón de Ossun.
Su población en el censo de 1999 era de 261 habitantes.
Está integrada en la Communauté de communes du Canton d'Ossun.

## Demografía
| 280 | 282 | 251 | 252 | 236 | 261 |
| Para los censos de 1962 a 1999 la población legal corresponde a la población sin duplicidades (Fuente: INSEE [Consultar]) |     |     |     |     |     |